# Smörkniv

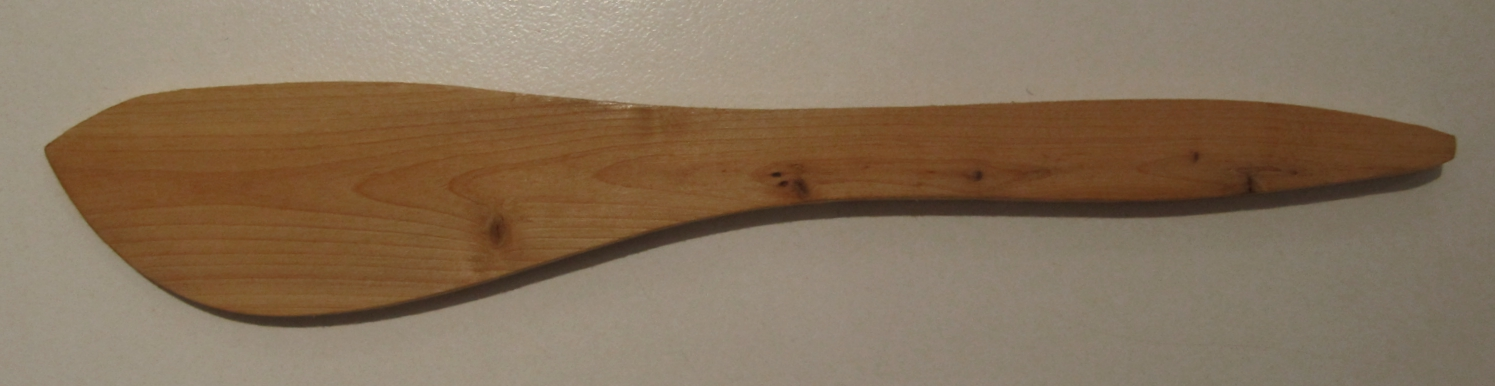
Smörkniv i trä.

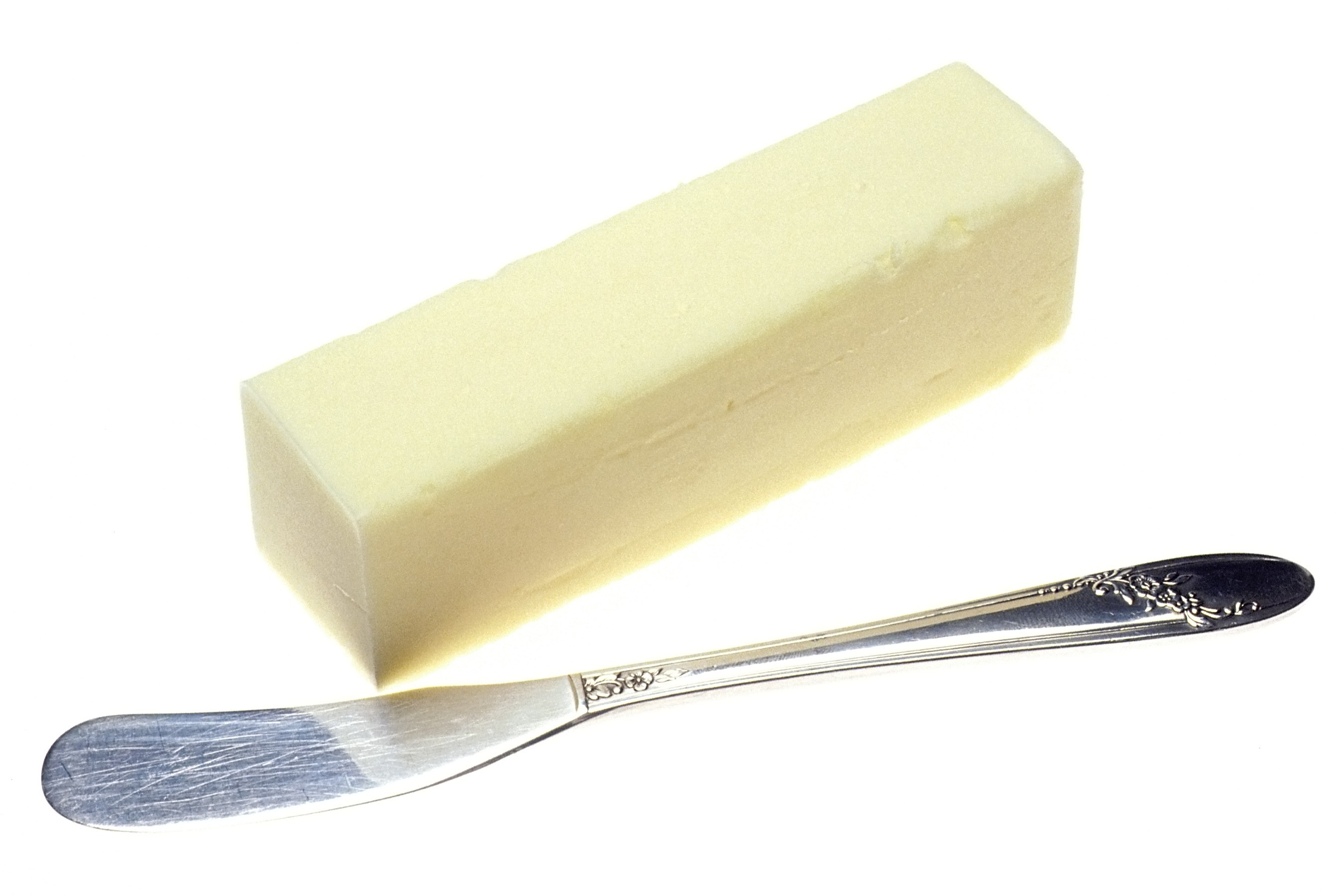
Smörkniv i metall.

En smörkniv är en kniv med trubbig egg som man använder för att breda mejeriprodukter (smör, bordsmargarin) eller andra mjuka pålägg på exempelvis smörgåsen. Smörknivar finns i trä, plast eller metall. Smörkniven har vanligtvis ett bredare blad än en bordskniv.
Ordet smörkniv är belagt i svenskan åtminstone från 1833. På 1800-talet var smör exklusivt och användes därför ytterst sällan på smörgåsen. Smörkniven användes under viktoriansk tid till att servera smör med snarare än att breda med. Tidens smörknivar var stora, hade tunga skaft och var tillverkade i metall.
Under 1950- och 1960-talen blev bordssmöret mjukare och började säljas i askar istället för papper. Träsmörknivarna lämpade sig bättre för dessa smöraskar. Troligen var det vid den tiden som man började använda trä till smörknivar. Smörknivar i trä tillverkas ofta inom hem- och skolslöjden i Sverige och den moderna utformningen blev vanlig på 1950-talet. Förr tillverkades smörknivarna i ene, men på senare tid förekommer även andra träslag såsom björk, ask, ek och lönn. Träsmörknivarna påminner till utseende om 1800-talets "rövskrapor" (föregångare till toalettpapper).